# Wien-féle eltolódási törvény

Fekete test sugárzásának hullámhossza és hőmérsékleti sugárzása közötti összefüggés

A Wien-féle eltolódási törvényt, azaz a fekete test sugárzásának hullámhossza és hőmérséklete közötti összefüggést Wilhelm Wien (1864–1928) német fizikus írta le első ízben.
{\displaystyle \lambda _{\text{max}}T=b,}
ahol λmax a csúcs hullámhossza, T a fekete test abszolút hőmérséklete és b az arányossági tényező.
A látható spektrum közelében kényelmesebb a méter helyett a nanométer használata. Ebben az esetben a b értéke = 2 897 768,5 nm·K. 
A plazmafizikában a hőmérsékletet gyakran elektronvoltban mérik, ekkor az arányossági tényező 249,71066 nm·eV.